# جون باين تود
جون باين تود (بالإنجليزية: John Payne Todd)‏ (و. 1792 – 1852 م)هو من الولايات المتحدة الأمريكية . ولد في فيلادلفيا، بنسيلفانيا .
توفي في واشنطن العاصمة .بسبب حمى تيفية .